# Apotheken-Museum Dortmund
Das Apotheken-Museum zu Dortmund ist die möglicherweise umfangreichste private Sammlung medizintechnischen sowie pharmazeutischen Inventars in Deutschland. Inhaber ist die Familie Ausbüttel, die mehrere Apotheken in Dortmund und Heidenheim betreibt, u. a. die historische Adler-Apotheke, die bereits im 14. Jahrhundert nachgewiesen ist. Das in 13 Räumen präsentierte Inventar führt die Sammlung der Familie mit den aus der Adler-Apotheke erhaltenen historischen Ausstattungsstücken zu einem neuen Ganzen zusammen.
Das Museum ist nur auf Anmeldung mit Führung zugänglich.

## Geschichte
Die Geschichte der Sammlung geht zurück auf Dr. Julius Ausbüttel, Inhaber der Verbandsstoff-Firma DRACO, Dr. Ausbüttel & Co. GmbH, in Witten an der Ruhr. In den 1950er Jahren begann er, medizintechnische und pharmaziehistorische Arbeitsgeräte sowie Standgefäße zu sammeln, um sie an seine Kunden (Apotheker) zur Präsentation in ihren Schaufenstern zu verleihen. Etablierte Sammler, Wissenschaftler und das Deutsche Apotheken-Museum in Heidelberg unterstützten ihn beim Aufbau der Sammlung.
Als er 1971 verstarb, wurde die Sammlung von seinem Sohn Hermann Ausbüttel und seiner Ehefrau Ursula übernommen und sukzessive weiter ausgebaut. Der Verleih wurde in den 1980er Jahren eingestellt. Werner Hültenschmidt, seinerzeitiger Inhaber der Adler-Apotheke, war ebenfalls Sammler und brachte im Laufe der Jahre Folianten, Mörser und sonstige Exponate aus seiner Apotheke ein.
2000 entschied sich Hermann Ausbüttel, dessen Sohn Ulrich Ausbüttel 2 Jahre zuvor die Adler-Apotheke von Herrn Hültenschmidt gekauft hatte, seine Sammlung in den Kellern dieser historischen Apotheke als Museum aufzubauen. Die zunächst auf Standgefäße und Arbeitsgeräte fokussierte Sammlung wurde durch eine umfangreiche Bibliothek aus Fachbüchern und historischen Pharmakopöen erweitert.
Schließlich übernahm das Museum komplette denkmalgeschützte Offizine aufgegebener Apotheken. 2005 erwarb Hermann Ausbüttel die Einrichtung der Löwen-Apotheke in Remscheid-Lüttringhausen, in der er in den 1960er Jahren als Student gearbeitet hatte, und später das Mobiliar der Kräuterkammer der Einhorn-Apotheke in Gelnhausen mit den dazugehörigen Holzdosen und Gläsern.
Bis 2017 waren über 6000 Exponate auf knapp 130 m² Ausstellungsfläche in acht Kellerräumen komprimiert. 2017 zog das immer wieder erweiterte Museum in die Wißstraße 11 um und verfügt nunmehr über eine 300 m² große, helle Ausstellungsfläche, verteilt auf 13 Räume.

## Exponate
Die umfangreiche Sammlung ist auf folgende 13 Räume verteilt:
- Offizin, die zwei Einrichtungen zusammenführt: Die dunklen Gründerzeit-Regalwände, Einbauschränke mit Schubladen und der Handverkaufstisch aus Eiche aus der ehemaligen Löwen-Apotheke in Remscheid-Lüttringhausen (1722 gegründet) sowie das Mobiliar der Kräuterkammer aus der Einhorn-Apotheke in Gelnhausen (1582 gegründet) in Hellgrüm. Die Schränke aus Remscheid-Lüttringhausen enthalten rd. 250 typisch weiße Porzellangefäße um 1900. Blickfang im Eingangsbereich der so komponierten Offizin ist ein 1,60 m großer Zimtbär (Dauerleihgabe des Hauptzollamts Dortmund). Die Wände schmücken Animalia, wie sie in fürstlichen Wunderkammern, aber auch in Barockapotheken zur Demonstration von Exotik und als Beweis der Heilkraft gängig waren: Krokodile, Kugelfische, Narwalzähne, Seesterne.

- Kräuterkammer mit einer Sammlung von Holzdosen des 18. Jahrhunderts (große Serie aus einer Apotheke in Elsfleth), Biedermeier-Holzdosen, weitere Teedosen des 19. Jahrhunderts, Salzbrandgefäßen sowie Arbeitsgeräten (Waagen, Kräutermühlen, Schneidegeräten), eine Sammlung von Botanisiertrommeln, verschiedene Herbarien und Drogensammlungen. Ein seltenes Objekt in diesem Raum ist ein Set von 13 südamerikanischen Pfeffermaßen (um 1700).

- Bibliothek mit mehr als 1000 Fachbüchern aus Chemie, Physik, Botanik, historische Kräuterbücher, Pharmakopöen, Lexika, Arzneibücher, handgeschriebene Manuale. Beachtlich ist u. a. eine Dioskurides-Übersetzung von 1610. Das älteste Buch von 1550 (Straßburg, Druckerei Rihel) trägt den Titel „Von Zwentzig Pestilentz Wurtzeln und Kreuttern“.

- Sammlung von französischen Fayencen – Sirupkannen und Albarelli des 17. und 18. Jahrhunderts sowie bemalten Porzellangefäßen für Salben, Öle, Dicksäfte u. a. vom Typus pot couvert (zylindrische Deckelgefäße), Pariser Marken Deroche, Acloque u. a., um 1800, sowie spätere Exemplare (um 1900), deren Dekore statt gemalt lithografiert sind. In Deutschland hingegen mussten flüssige Substanzen gemäß vieler Medizinalordnungen schon frühzeitig in Gläsern aufbewahrt werden (Frankreich hatte hingegen im 18. Jahrhundert noch keine Glashütten); Hochphase des deutschen Apotheken-Kunstglases ist das 18. Jahrhundert, und auch zu diesem Sammelgebiet gibt es einen Schrank voller Exponate.

- Themenraum „Heilung durch Wärme“: Sammlung von historischen Wärmflaschen aus Zinn, Messing, Kupfer, Marmor und Porzellan, die entweder durch heißes Wasser, glühende Kohlen, auf dem Ofen oder elektrisch erwärmt wurden, ferner Bettwärmer um 1780, die mit glühendem Torf gefüllt wurden, Handtäschchen, Kniebänkchen mit heißem Sand. Im gleichen Raum nebenan gibt es eine Sammlung von Heilwasser-Tonkrügen, Badegläsern, Tassen und Zubehör des Mineralwasser-Abfüllprivilegs, das die Adler-Apotheke um 1900 zur Aufbesserung seines Budgets erworben hatte. Rund 50 Heil- und Bitterwässer kamen in Fässern von überall her und wurden auf Schienen in den Keller der Adler-Apotheke zum Abfüllen gebracht. Weiter gibt es hier eine Sammlung von Milchpumpen und Babyflaschen, historischer Etiketten und Warenzeichen (eines der ältesten: Kaisers Brust-Caramellen mit den 3 Tannen, 1889; daneben ein Lebertranfass von 1892).

- Zwischenraum mit unspezifisch sortiertem Inventar, u. a. Augenbadewannen, medizinischen Geräten, Bleipflaster, Münzen; ungewöhnliches Exponat: Eine chinesische Taschenapotheke um 1900, 4-teilig zusammenklappbar, die 4 Jahreszeiten darstellend.

- Verschiedene medizinhistorische Gerätschaften: Inhaliergeräte, überdimensionale Spritzen, große Klistiere, Aderlassgeräte und dazu passende Apothekengefäße für die Aufbewahrung von Blutegeln (hirudines), Schnepper, Schröpfköpfe, Verbandstoffe, Bettpfannen u. a.

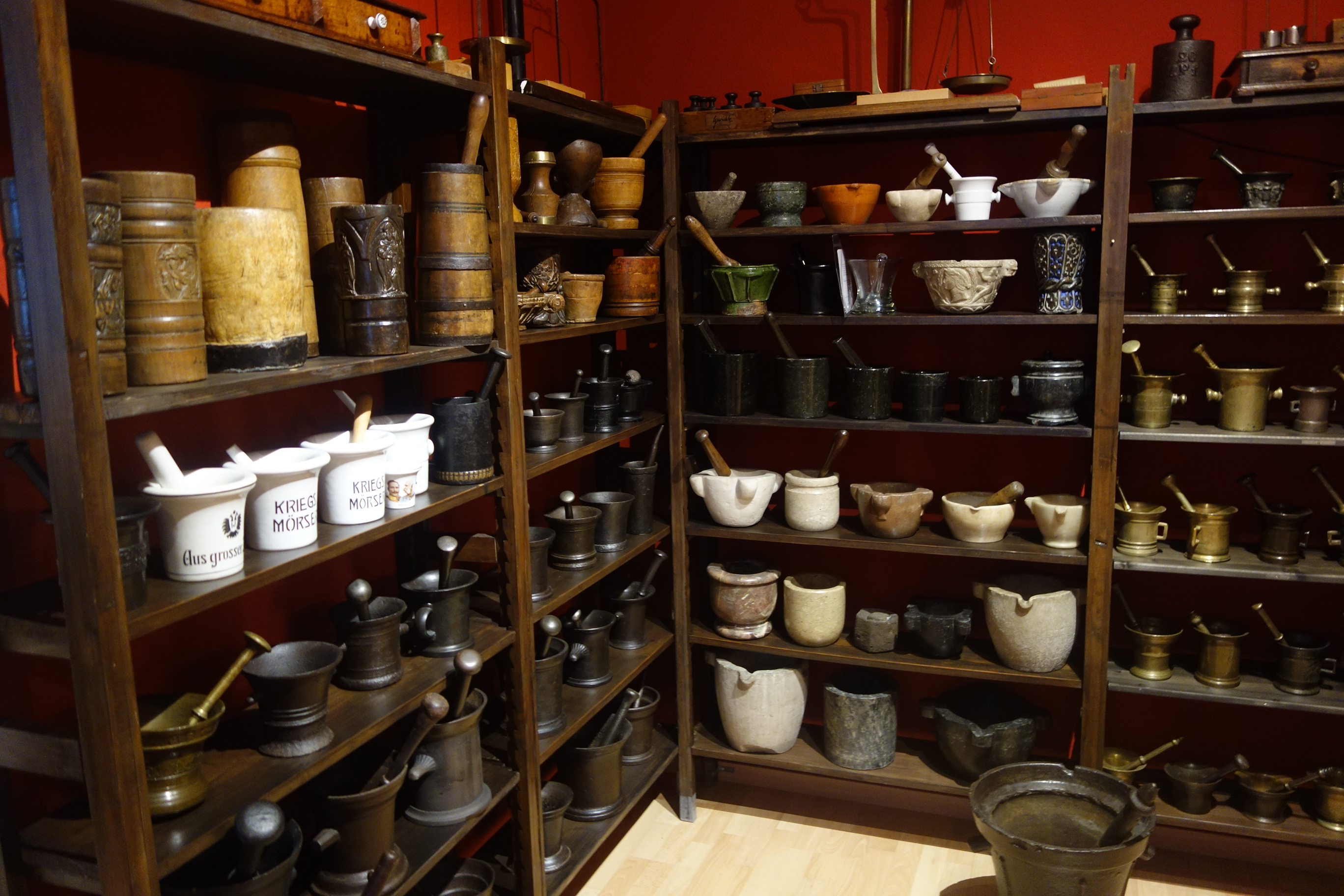
Mörser-Sammlung

- Sammlung von Mörsern und mobilen Apotheken: Der älteste Mörser ist aus Marmor und spätrömisch (um 300–500 n. Chr.). Weitere ca. 150 Exemplare sind aus Bronze und Messing, Eisen, Elfenbein, Granit, Holz, Porzellan, die kleinsten 50 g, die größten 60 kg schwer. Das Spektrum der rund 50 Haus- und Reiseapotheken reicht von kleinen homöopathischen Taschenapotheken bis zu einer etwa 60 kg schweren englischen Schiffsapotheke (um 1890). Ungewöhnlich ist eine Kirschholz-Biedermeierapotheke, die an allen 4 Seiten aufklappbare Türen mit Arzneifläschchen aufweist.

- Wiederaufbau des Empire-Mobiliars (um 1810) aus dunklem Kirschbaumholz, das einst für die 2006 aufgegebene Apotheke am Sonnenplatz Tauberbischofsheim angefertigt wurde und das bis 2019 noch am Originalstandort im Rahmen eines Apothekenmuseums zu sehen war. Die Witwe Doerthe Briegleb hat nach dem Tod ihres Mannes die Einrichtung inklusive Standgefäßen aus Porzellan und Glas an das Apotheken-Museum Dortmund verkauft. Die Regale sind nun teilweise auch mit Holzdosen des 18. und 19. Jahrhunderts aus der Sammlung Ausbüttel gefüllt.

- Vorratsraum I: Regale mit den typischen, meist braunen Apothekenflaschen, die aus Lichtschutzgründen seit Ende des 19. Jahrhunderts vorgeschrieben waren, zur Aufbewahrung von Chemikalien, Lösungen, Säuren, Laugen, Pulver, Granulaten u. a. Zu unterscheiden ist dabei zwischen Indifferentia (schwarze Schrift auf weißem Etikett: unproblematische Stoffe), Separanda (rote Schrift auf weißem Etikett; nach Tabelle C des Deutschen Arzneibuchs vorsichtig und separat aufzubewahrende Substanzen) sowie Venena (weiße Schrift auf schwarzem Etikett, nach Tabelle B des Deutschen Arzneibuchs sehr vorsichtig und unter Verschluss – im Giftschrank – aufzubewahrende Substanzen).

- Vorratsraum II: Typische schmucklose deutsche Porzellangefäße (schwarz beschriftet auf Weiß) um 1900 bis 1950 für Chemikalien, Salben und Verreibungen, ferner Arbeitsgeräte des Apothekers wie Balken- und Analysenwaagen, eine Sammlung von Handwaagen an der Wand, ein Schrank mit französischen Glasgefäßen (Anfang 20. Jh.), technische Analysegeräte zur Bestimmung physikalischer Eigenschaften von Stoffen, Spektroskope. Zwei besondere Exponate dieses Raums sind eine Pestmaske um 1650 und ein kupferner Destillierapparat.

- Labor I: Apparaturen zur Herstellung von Tabletten, Dragees, Oblaten, Zäpfchen, Tinkturen; Blickfang des Raums sind ein gusseiserner Destillier-Ofen der Firma G.F. Mürrle (Pforzheim) von 1905 sowie ein weiterer gemauerter Ofen aus derselben Zeit.

- Labor II – Weitere technische Apothekengeräte: Salbenmaschinen, Maschine zur Herstellung homöopathischer Verreibungen, Dragierkessel, Emulgiermaschinen, Glasgeräte, Leinsamenwalze, Perkolatoren, Mahlwerke, Mörser, Reibschalen, Handmühlen, hierzu die passenden großen Vorratsgefäße und Schränke. Eine Besonderheit ist der in eine Wand eingebaute Phosphorschrank. Die hochgiftige und leicht entzündliche Substanz musste einst mehrfach gesichert zwingend im Arzneikeller aufbewahrt werden.